# K.Kベストセラーズ
『K.Kベストセラーズ』（ケーケーベストセラーズ）は、加藤和樹の1枚目のベスト・アルバムである。

## 概要
- レーベルをavex traxに再移籍する際にリリースされた[1]。
- 収録曲は、公式サイトにてファンからの一般投票にて決定。投票数が多かった順にランキング形式で収録されている（※14.15はボーナストラックのためランキングとは無関係）
- 完全限定生産(CD+DVD)盤・(CD+DVD)盤・CD ONLY盤の3種類があり、CDジャケットはそれぞれ赤・黄・青で分かれている。限定版DVDには『Kazuki Kato 5th Anniversary Special Live "GIG" 2011』のライブ映像、DVDには過去・未公開映像が収録されている。

## 収録曲
1. Shining Road
作詞：加藤和樹　作曲：日田一聡　編曲：井上日徳
2. Chain of Love
作詞/作曲：加藤和樹　編曲：大島賢治
3. Flaming ice
作詞：山田ひろし　作曲：日田一聡　編曲：渡部チェル
4. Vampire
作詞：TAKESHI　作曲：田中昭仁　編曲：明石昌夫
5. そばにいて
作詞/作曲：田中昭仁　編曲：ha-j
6. 東京ダイヤモンド
作詞/作曲：田中明仁　編曲：3-5-2
7. WARNING
作詞/作曲：TAKESHI　編曲：3-5-2
8. 僕らの未来〜3月4日〜
作詞：加藤和樹　作曲：日田一聡　編曲：KKP
9. EASY GO
作詞：BCON　作曲/編曲：大島賢治
10. ユメヒコウキ
作詞/作曲：田中昭仁　編曲：明石昌夫
11. 砂の城
作詞/作曲：日田一聡　編曲：井上日徳
12. melody
作詞：加藤和樹　作曲/編曲：都啓一
13. 靴あと。〜見上げた空、もっと広くて〜
作詞：美嘉　作曲：菊池一仁　編曲：村上正芳
※『恋空』のコンセプトMINI ALBUM参加作品。
14. Shining Road 2011 Kazuki kato 5th Anivasary Live "GIG" Tour 2011〜Rock'n Hall〜
※Trac.1の『Shining Road』の歌詞を本人が新たに書き換えたヴァージョン。2011年5月に中野サンプラザで行われたライブでの音源。
15. impure love Kazuki kato Live "GIG" 2007-BATTLE og HIBIYA-YAON-
※2007年日比谷野外音楽堂で行われたライブでの音源。

## DVD収録
完全限定生産盤（赤ジャケット）
- 2011.5.27　Kazuki kato 5th Anivasary Live "GIG" Tour 2011〜Rock'n Hall〜

1. Shake!! Shake!! Shake!!
2. EASY GO
3. ライン
4. Shining Road 2011
5. impure love
6. Venus
7. Hang Glider
8. 僕らの未来〜3月4日〜
9. Chain of Love
10. そばいにいて
11. 東京ダイヤモンド
12. Drasticsのテーマ
13. グローリー
14. BEACH〜Caenation〜BEACH
15. 灼熱フィンガーでFIVER！
16. Flaming ice
17. instinctive love
18. Vamire
19. WARNING
20. 靴あと。〜見上げた空、もっと広くて〜
21. OFF SHOT

CD＋DVD盤（黄ジャケット）
1. モンキッキーの突撃レポってすんまそん！
2. 秘蔵VTR集
3. 2006年10月 TOWER RECORDS 渋谷 In Store Live
4. 2006年10月 福岡LIVE
5. 2007年2月 TOWER RECORDS 渋谷 In Store Live
6. a-naition2007 POWER STAGE at 味の素スタジアム
7. Kazuki Kato Live "GIG" 2007-BATTLE of HIBIYA YAON-
8. Kazuki Kato Live "GIG" 2008〜SCRAP & BUILD〜
9. 加藤和樹の一問一答